# Kevin Mahaney
Kevin P. Mahaney (Bangor, 31 de março de 1962) é um velejador estadunidense, medalhista olímpico. Ele competiu nos Jogos Olímpicos de Verão de 1992 na classe Soling e conquistou a medalha de prata, ao lado de Jim Brady e Doug Kern.
Mahaney se formou no Middlebury College em 1984. Ele recebeu um MBA da Escola de Pós-Graduação em Negócios da Universidade de Chicago em 1987. Mahaney é presidente e CEO da Olympia Companies, uma empresa de desenvolvimento imobiliário com sede em Portland.